# Pimperne
Pimperne es un pueblo en el norte de Dorset, Inglaterra, situado en Cranborne Chase a dos millas al noreste de Blandford Forum. El pueblo tiene una población de 995 (a partir de 2001).
Pimperne es un pueblo tranquilo situado cerca de las atracciones de Blandford Forum, el pueblo está centralizado en torno a una tienda local/oficina de correos y la iglesia St. Peters.
Los primeros registros de Pimperne aparecen en el Libro Domesday a finales del siglo XI, donde está registrado como "Pinpre", pero se cree que el pueblo es de la época Inglaterra anglosajona.
Un establecimiento de la Edad del Bronce se descubrió en los túmulos en el norte de la aldea. Una casa encontrada allí ha sido utilizada como un modelo para las casas de la Edad del Bronce, incluyendo la reconstrucción en Butser, Hampshire.